# George Murcell
George Arthur Murcell (* 30. Oktober 1925 in Neapel, Kampanien, Italien; † 3. Dezember 1998 in Isleworth, Middlesex, England) war ein britischer Bühnen- und Charakter-Schauspieler in Film, Fernsehen und Theater. Populär wurde er Anfang der 1960er Jahre durch die Rolle des Professor Popkiss in der britischen Science-Fiction-Fernsehserie Supercar. Er wirkte aber auch in über 30 internationalen Kinofilmen mit, unter anderem in Duell am Steuer, James Bond 007 – Man lebt nur zweimal, Eine Reise mit der Liebe und dem Tod, Die Steppenreiter oder Verliebt in die Gefahr.

## Leben und Karriere
George Arthur Murcell, geboren 1925 in Neapel, erhielt seine Schauspielausbildung an der renommierten Royal Academy of Dramatic Art in London. 1952 spielte er seine erste kleine Rolle in der britischen TV-Serie BBC Sunday-Night Theatre. Danach folgten in über 40 Jahren zahlreiche Auftritte in namhaften internationalen Fernsehserien wie Geheimauftrag für John Drake, Der Baron, Simon Templar, Mit Schirm, Charme und Melone, Randall & Hopkirk – Detektei mit Geist, Bonanza, Die 2, Black Beauty, Z Cars, oder Die Profis. Von 1961 bis 1962 sah man ihn in der populären Marionettenserie Supercar, wo er in 39 Episoden den Professor Rudolph Popkiss, Konstrukteur des „Supercar“ verkörperte.
1956 gab George Murcell sein Leinwanddebüt in dem Kriegsdrama Panzerschiff Graf Spee der Regisseure Michael Powell und Emeric Pressburger. Häufig wurde er danach wegen seiner untersetzen bulligen Statur in grobschlächtigen Schurkenrollen besetzt, die eine gewisse physische Präsenz erforderten wie in Cy Endfields Psychokrimi Duell am Steuer oder in Ralph Thomas Abenteuerfilm Gefährliches Erbe. Seit den 1960er Jahren spielte er auch differenziertere Rollen wie den unerschrockenen Polizeispitzel Johnny in Jack Smights Gaunerkomödie Der Gentleman-Zinker, den Sowjetischen Diplomaten in Lewis Gilberts aufwändig inszenierter Verfilmung James Bond 007 – Man lebt nur zweimal oder den Kapitän in John Hustons Filmdrama Eine Reise mit der Liebe und dem Tod. 1968 gab ihm der US-amerikanische Regisseur John Frankenheimer in seinem Film Ein Mann wie Hiob den Part des Deputy Warden. Diese Zusammenarbeit war so fruchtbar, dass Frankenheimer Murcell noch in zwei weiteren seiner Filme in wichtigen Rollen besetzte. In dem Abenteuerfilm Die Steppenreiter 1971 mit Omar Sharif und 1991 in dem Actionthriller Verliebt in die Gefahr.
Murcell war zeitlebens sehr im Theaterbereich engagiert. Nach seinem Schauspielstudium an der RADA verkörperte er zahlreiche Bühnenrollen in Großbritannien, darunter viele englische Klassiker des Shakespeare Repertoires. Er arbeitete mit Theatergrößen wie Tyrone Guthrie in Tamborlaine, mit Peter Brook oder mit Rex Harrison in Planatov von Tschechow. Darüber hinaus war Murcell aktives Mitglied in der Royal Shakespeare Company.
1968 half George Murcell neben C. Walter Hodges und anderen, das alte St George’s Elizabethan Theatre wieder instand zu setzen, mit der Absicht Shakespeare-Stücke so in einer nachgebauten, vom 16. Jahrhundert geprägten Atmosphäre zu produzieren, dass sie der ursprünglichen Aufführungszeit und den Original-Produktionen möglichst nahe kamen. Das Gebäude im Norden Londons strahlte nach der Restaurierung 1973 in neuem Glanz und öffnete als öffentliches Spielhaus umgewandelt im Elisabethanischen Stil offiziell als St. George Theater seine Pforten. In den 1970er und 1980er Jahren setzte Murcell dort als Schauspieler und Regisseur mit seiner Frau zahlreiche klassische Stücke in Szene.
Neben seiner aktiven Schauspielkarriere, die insgesamt über 80 Rollen in Film und Fernsehen umfasste, war Murcell auch ein versierter Musiker und betätigte sich auch auf dem Gebiet der Sprachwissenschaft und der Dialektik.
Mit seiner ersten Frau Josephine Tweedy war George Murcell von 1953 an verheiratet. Seine zweite Frau wurde die Schauspielerin Elvi Hale, die ihn bei vielen seiner Projekte tatkräftig unterstützte. Die Hochzeit fand 1960 statt und hielt bis zu seinem Tode am 3. Dezember 1998.

## Filmografie (Auswahl)
- 1956: Panzerschiff Graf Spee (The Battle of the River Plate)
- 1957: Schau nicht zurück (High Tide at Noon)
- 1957: Duell am Steuer (Hell Drivers)
- 1957: Gefährliches Erbe (Campbell's Kingdom)
- 1958: Der Dämon mit den blutigen Händen (Blood of the Vampire)
- 1958: Wütende See (Sea Fury)
- 1958: Die schwarzen Teufel von El Alamein (Sea of Sand)
- 1959: Der Tod hat Verspätung (Jet Storm)
- 1960: Zorniges Schweigen (The Angry Silence)
- 1960: Geheimauftrag für John Drake (Danger Man, Fernsehserie, 1 Folge)
- 1962: Die Abenteuer des Kapitän Grant (In Search of the Castaways)
- 1964: Der Untergang des Römischen Reiches (The Fall of the Roman Empire)
- 1965: Kennwort „Schweres Wasser“ (The Heroes of Telemark)
- 1966: Der Gentleman-Zinker (Kaleidoscope)
- 1967: James Bond 007 – Man lebt nur zweimal (You Only Live Twice)
- 1968: Todestanz eines Killers (A Dandy in Aspic)
- 1968: Ein Mann wie Hiob (The Fixer)
- 1969: Mörder GmbH (The Assassination Bureau)
- 1969: Eine Reise mit der Liebe und dem Tod (A Walk with Love and Death)
- 1970: Randall & Hopkirk – Detektei mit Geist (Randall & Hopkirk, Fernsehserie, 1 Folge)
- 1971: Die Steppenreiter (The Horsemen)
- 1972: Die 2 (The Persuaders!, Fernsehserie, 1 Folge)
- 1972: Jason King (Fernsehserie, 1 Folge)
- 1973: Penny Gold
- 1975: Schwedischer Sommerwind (Penelope Pulls It Off)
- 1988: Die vergessene Insel (Pascali's Island)
- 1991: Verliebt in die Gefahr (Year of the Gun)
- 1992: The Assassinator
- 1995: Die Piratenbraut (Cutthroat Island)
- 1996: Katharina die Große (Catherine the Great) (Fernsehfilm)